# Sarmatia interitalis
Sarmatia interitalis är en fjärilsart som beskrevs av Achille Guenée 1854. Sarmatia interitalis ingår i släktet Sarmatia och familjen nattflyn. Inga underarter finns listade.